# Distretto di Żary
Il distretto di Żary (in polacco powiat żarski) è un distretto polacco appartenente al voivodato di Lubusz.

## Geografia antropica

### Suddivisioni amministrative
Il distretto comprende 10 comuni.
- Comuni urbani: Łęknica, Żary
- Comuni urbano-rurali: Jasień, Lubsko
- Comuni rurali: Brody, Lipinki Łużyckie, Przewóz, Trzebiel, Tuplice, Żary